# Spiesen-Elversberg

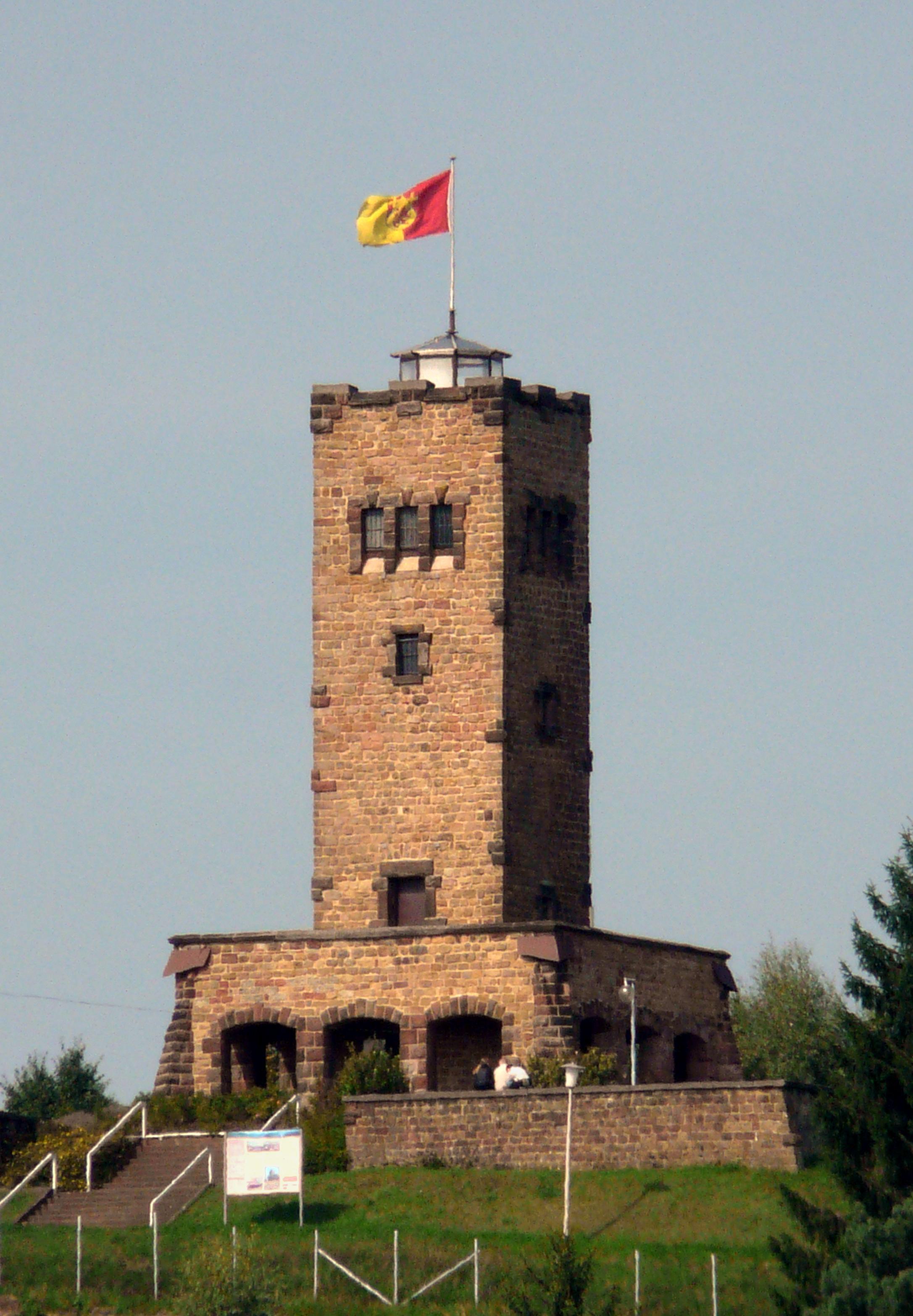
Der Galgenbergturm zwischen Spiesen und Elversberg

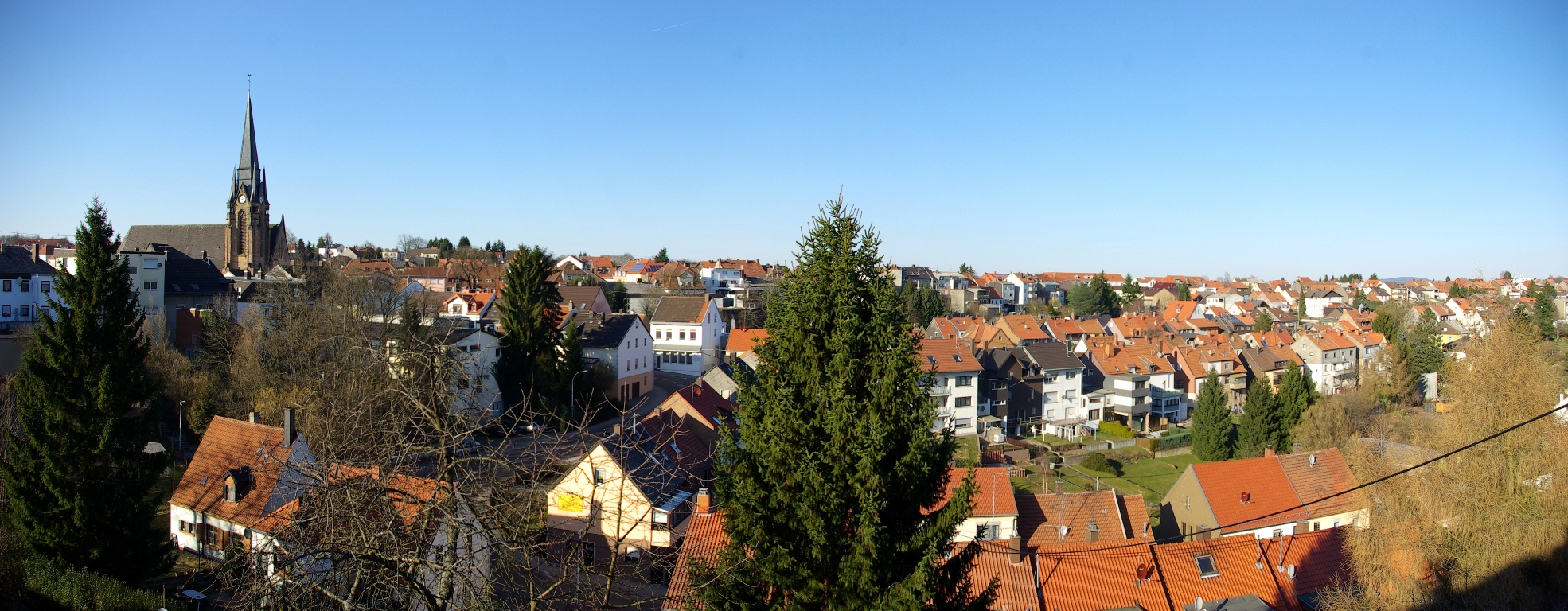
Panorama des Ortsteils Elversberg

Spiesen-Elversberg (ⓘ) ist eine saarländische Gemeinde im Landkreis Neunkirchen, rund 15 km nordöstlich von Saarbrücken.

## Geographie

### Geographische Lage
Spiesen-Elversberg liegt 1 km südwestlich der Kreisstadt Neunkirchen, 2 km nördlich von St. Ingbert, 3 km nördlich vom St. Ingberter Stadtteil Rohrbach und 2 km östlich von Friedrichsthal. In der Umgebung gibt es zahlreiche Wälder, die Teil des Saarkohlenwaldes sind.

### Gemeindegliederung
Die Gemeinde gliedert sich in die Ortsteile Spiesen und Elversberg.

### Nachbargemeinden
Nachbargemeinden sind die Städte Neunkirchen (Landkreis Neunkirchen), Friedrichsthal und Sulzbach (Regionalverband Saarbrücken) sowie St. Ingbert (Saarpfalz-Kreis).

## Geschichte

### Antike und Mittelalter
Das Gebiet wurde bereits in vorgeschichtlicher Zeit besiedelt. Zur Römerzeit befanden sich im Ortsteil Spiesen Waldbauernhöfe, mehrere Heiligtümer nebst Gräberfeld und eine Villa rustica am Freidelbrunnen. Eine wirtschaftliche Beziehung zum Kännelkohlenabbau des Flöz Tauentzien in Heinitz ist wahrscheinlich.
Im Mittelalter erwarben das Kloster Neumünster (heute Stadtteil von Ottweiler) und die Abtei Wadgassen Besitzungen in Spiesen.
Die erste urkundliche Erwähnung Spiesens im Jahre 1195 findet sich in einem Dokument, in dem Graf Ludwig I. der Ältere von Saarwerden der Abtei Wadgassen eine Hufe bei Spizze schenkt. Zwei Jahre später bestätigt Papst Coelestin III. dem Kloster Wadgassen seine Rechte an einem Mansus (Hufe) bei Spize. 1286 wurde erstmals eine Kirche zu Spizzen erwähnt, deren Pfarrbesetzungsrecht in einem Vertrag zwischen dem Kloster Neumünster und dem Ritter Friedrich von Stein geregelt wurde. Dieser Ritter und seine Frau verkauften 1295 ihre Eigentümer in Spizzen der Abtei Wadgassen. Über das Patronatsrecht der Kirche (ecclesie de Spissa) brach ein Streit zwischen Ritter Joffried von Saarbrücken und den Abteien Wadgassen und Neumünster aus, der 1307 beigelegt wurde. 1345 trugen Joffried von Saarbrücken und Frau Sophie dem Erzbischof Balduin von Trier ihr Eigengut in Spiesen zu Lehen auf. Fünf Jahre später, im Jahr 1350, übertrug Joffried sein Viertel am Patronat der Kirche zu Spiesen auf ewig an die Abtei Wadgassen. Ohne Wissen des bischöflichen Lehnsherrn verkaufte Joffried 1357 seinen Teil an Spiesen an Graf Walram II. von Zweibrücken. Dieser Teil wurde 1366 von Graf Eberhard II. von Zweibrücken an Wadgassen übergeben. Die lehnsherrliche Zustimmung hierfür gab Erzbischof Otto von Trier erst 1419. 1377 übergab Mechthilde von Spiesen (Metza) sich und ihre Eigentümer in Spiesen dem Kloster Neumünster. Damit besaß Wadgassen drei Viertel und Neumünster ein Viertel aller Güter und Rechte.
Kriegsknechte Herzog Ludwigs I. von Pfalz-Zweibrücken, genannt der Schwarze, überfielen 1454 Spiesen, plünderten den Ort und vertrieben das Vieh.

### Frühe Neuzeit
1538 wurde auf der Spieser Gemarkung eine Mühle erbaut, die Spiesermühle.
In den Jahren von 1549 bis 1573 kam es zu einem Grenzstreit mit Rohrbach um Bottenberg, Eulenbronnen (die heutige Lindenquelle nahe dem Glashütter Weiher) und Spieser Mühle.
Graf Albrecht von Nassau-Weilburg, dem durch Neumünster die Hoheit über Spiesen zukam, führte 1575 die Reformation ein. Das Kloster Neumünster wurde 1576 säkularisiert und seine Güter in Spiesen eingezogen. 1592 wurde die katholische Pfarrei von Spiesen durch Graf Albrecht offiziell aufgehoben, 1605 die katholische Kirche von Amts wegen geschlossen.
Im Dreißigjährigen Krieg wurde Spiesen 1631 von schwedischen Truppen besetzt. Graf Wilhelm Ludwig von Nassau-Saarbrücken zog im gleichen Jahr die wadgassischen Besitzungen in Spiesen ein.
1634 begann ein 150-jähriger Grenzstreit mit St. Ingbert.
Durch die Kriegsereignisse (am 25. Juli 1635 brandschatzten und zerstörten kaiserliche Kriegsvölker (Kroaten) Dorf und Kirche), Pest und Hungersnöte hatte Spiesen im Dezember des Jahres 1635 nur noch eine Haushaltung und noch höchstens vier Einwohner.
Eine Wiederbesiedlung wurde 1677 durch Verwüstung im Holländischen Krieg zunächst zunichtegemacht. Erst 1687 konnte mit der Neubesiedlung wieder begonnen werden. Ebenfalls 1687 setzte sich Wadgassen wieder in den Besitz seiner Güter und Rechte in Spiesen ein, verlor aber 1691 vor dem Präsidialgericht in Saarlouis gegen Graf Friedrich Ludwig von Nassau-Ottweiler. Die Katholiken Spiesens gehörten ab 1705 zur Pfarrei St. Ingbert. Ein Grenzvertrag von 1739 zwischen den Fürsten von Nassau-Saarbrücken und den Reichsgrafen von der Leyen regelte die Grenzziehung zwischen Spiesen und St. Ingbert. Eine Grenzregulierung zwischen Spiesen und St. Ingbert gab es 1744.
1789 begann die Französische Revolution, in deren Folge ab 1792 die Koalitionskriege ausbrachen. In diesem Zusammenhang marschierten 1793 französische Revolutionstruppen durch Spiesen. Ein Freiheitsbaum wurde errichtet, der Fürst von Nassau-Saarbrücken floh. 1794 kam es zu Kämpfen in und um Spiesen, bei denen zunächst der preußische Feldherr von Blücher gegen die Franzosen vorrückte, jedoch bald wieder zurückweichen musste. Das linke Rheinufer, und damit auch Spiesen, wurde von Frankreich besetzt und in der Folge annektiert.

### Neuere Geschichte

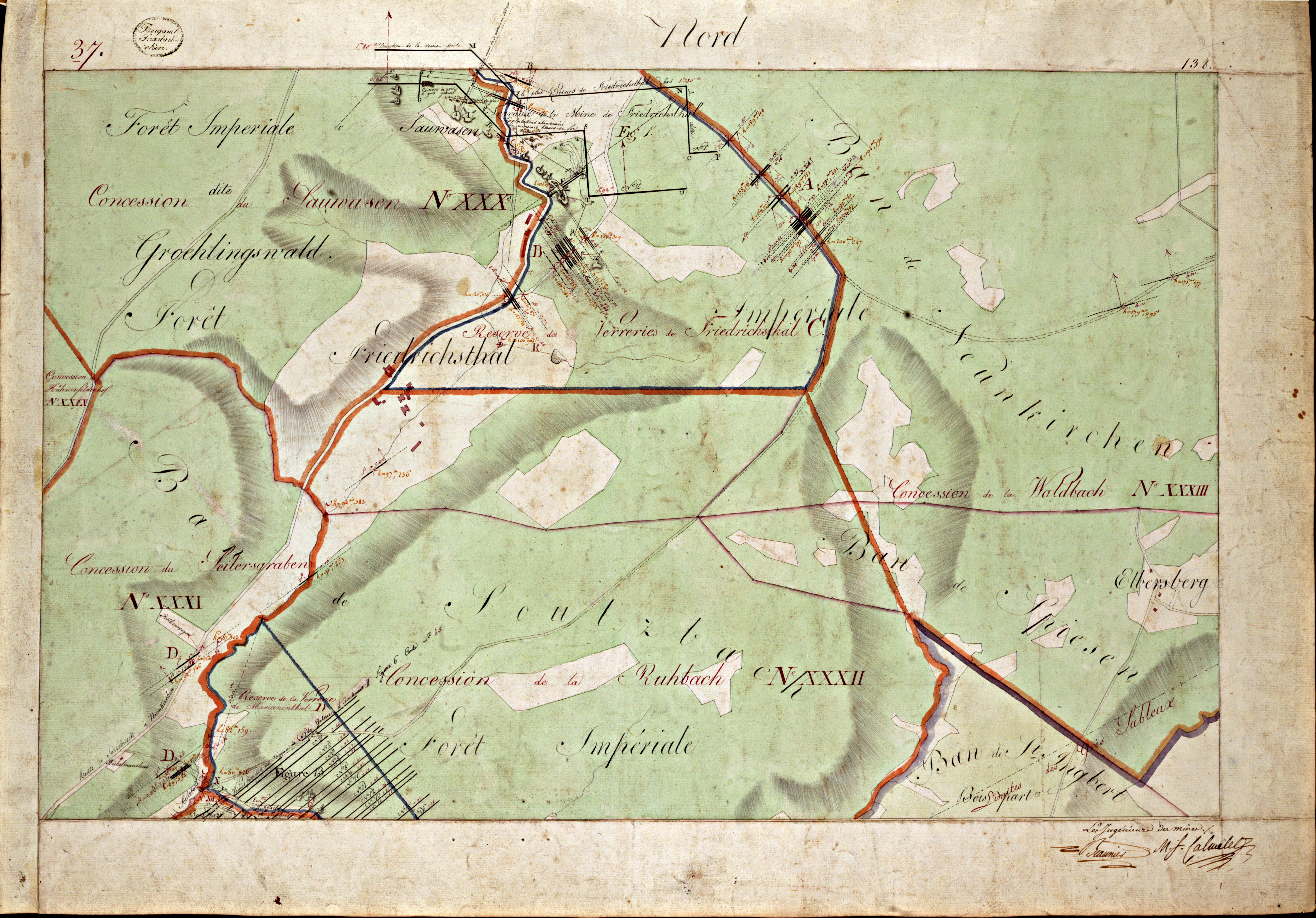
Elbersberg 1810 (rechter Bildrand)

Im Jahr 1800 wurde eine neue katholische Kirche, 1803 ein dazugehöriges Pfarrhaus erbaut. 1813 wurde die Spieser Mühle wieder errichtet.
Nach dem Wiener Kongress 1815 wurde Spiesen preußisch und gehörte zur Bürgermeisterei Neunkirchen im neugebildeten Kreis Ottweiler.
1847 wurde der Heinitzstollen angehauen. Elversberg entstand nach 1852 als Kolonistensiedlung für diese nahe gelegene neue Kohlengrube Heinitz. 1872 wurde durch eine Kabinettsorder von König Wilhelm I. von Preußen aus gleich großen Bannteilen der Gemeinden Neunkirchen und Spiesen eine neue Gemeinde unter dem Namen „Elversberg“ gebildet.
1899 wurde das Wasserwerk Spiesermühltal gebaut und 1902 das Gaswerk des Gasverbandes Spiesen-Elversberg.

### Neueste Geschichte
Nach dem Ersten Weltkrieg führten die Bestimmungen des Friedensvertrag von Versailles von 1919 dazu, dass Spiesen und Elversberg von 1920 bis 1935 im Saargebiet lagen, das mit einem Mandat des Völkerbundes für 15 Jahre unter französische Verwaltung gestellt wurde. In dieser Zeit existierte hier auch eine Domanialschule.
1922 schieden Spiesen und Elversberg aus der Bürgermeisterei Neunkirchen aus und bildeten eine eigene Bürgermeisterei (Amt). 1926 wurde die Straßenbahnlinie Saarbrücken–Spiesen der Straßenbahn Saarbrücken gebaut und die Gemeinde mit elektrischem Strom versorgt. Eine weitere Straßenbahnlinie (Neunkirchen–Spiesen) der Straßenbahn Neunkirchen wurde 1927 eingerichtet.
Nach der Volksabstimmung im Saargebiet 1935 wurde das Saargebiet dem Deutschen Reich angegliedert. Zur Zeit des Nationalsozialismus wurde der Adolf-Hitler-Turm gebaut (heute Galgenbergturm). Er ist das wichtigste Symbol des Ortes und seit Ende 2007 als abstrahierte Silhouette auf dem Signet der Gemeinde zu finden.
Nach dem Zweiten Weltkrieg lagen Spiesen und Elversberg zunächst in der französischen Besatzungszone, bevor die Orte 1946 bis Ende 1956 Teil des Saarprotektorats wurden.
Mit Wirkung vom 1. Januar 1963 wurde das Amt Spiesen-Elversberg aufgelöst. Die beiden Verwaltungen wurden getrennt. 1969 begann der Bau des Rathauses in der Ortsmitte von Spiesen.
Die heutige Doppelgemeinde wurde am 1. Januar 1974 im Rahmen der Gebiets- und Verwaltungsreform aus den bisher selbständigen Gemeinden Spiesen und Elversberg gebildet. Bei der ersten Direktwahl des Bürgermeisters 2004 wurde Reiner Pirrung (CDU) mit 58,9 Prozent der Stimmen zum Bürgermeister gewählt.

### Einwohnerentwicklung

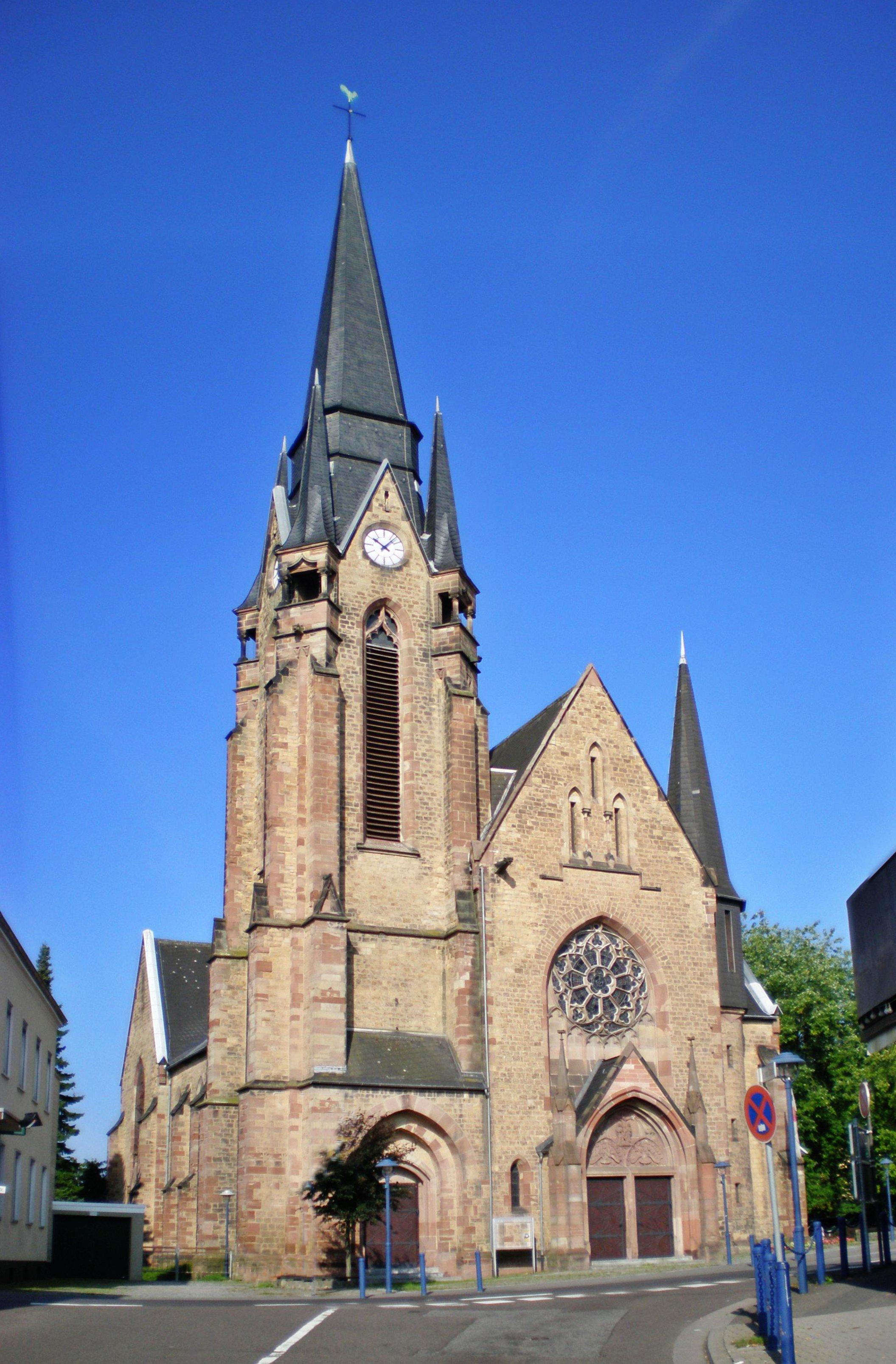
Die Pfarrkirche Herz Jesu in Elversberg

| Spiesen - 1861: 0 etwa893 Einwohner - 1885: etwa3171 Einwohner - 1905: etwak. A. - 1961: etwa6422 Einwohner - 1970: etwa6883 Einwohner - 2007: etwa 6800 Einwohner | Elversberg - 1858: etwa 0600 Einwohner - 1885: etwa 3000 Einwohner - 1905: etwa 5000 Einwohner - 1961: etwa9691 Einwohner - 1970: etwa9728 Einwohner - 2007: etwa 7900 Einwohner |

## Religion
In Spiesen-Elversberg besteht die katholische Pfarrei und Kirchengemeinde „St. Ludwig - Herz-Jesu Spiesen-Elversberg“. Die zuvor eigenständigen Pfarreien und Kirchengemeinden „St. Ludwig“ (Spiesen) und „Herz-Jesu“ (Elversberg) wurden mit Wirkung vom 1. Januar 2012 zu einer gemeinsamen zusammengeschlossen. Sie liegt im Dekanat Neunkirchen, das zum Bistum Trier gehört.
Für die evangelischen Christen bestehen die „Evangelische Kirchengemeinde Elversberg-Spiesen-Heinitz“, die zum Kirchenkreis Saar-Ost der Rheinischen Landeskirche gehört, und die „Evangelisch-Lutherische Kirchengemeinde St. Martin“, die Teil des Pfarrbezirks Saarbrücken-Spiesen der Selbständigen Evangelisch-Lutherischen Kirche ist.
Darüber hinaus gibt es eine Neuapostolische Kirche und eine Evangelisch-Methodistische Kirchengemeinde.

## Politik

### Gemeinderat
Der Gemeinderat mit 33 Sitzen setzt sich nach der Kommunalwahl vom 9. Juni 2024 wie folgt zusammen:
| SPD:                            | 8 Sitze | (− 2) |
| CDU:                            | 8 Sitze | (− 4) |
| Stimmen für Spiesen-Elversberg: | 7 Sitze | (+ 7) |
| AfD:                            | 6 Sitze | (+ 6) |
| LINKE:                          | 2 Sitze | (− 3) |
| FDP:                            | 1 Sitz  | (− 2) |
| GRÜNE:                          | 1 Sitz  | (− 2) |

### Bürgermeister
| 1860–1874 | Friedrich Wilhelm Hoppstädter |
| 1875–1889 | Mathias Raber                 |
| 1890–1900 | Gräber                        |
| 1901–1920 | Peter Kiefer                  |
| 1921–1923 | Bayer                         |
| 1924–1926 | Johannes Nikolaus Poth        |
| 1927–1929 | Bayer                         |
| 1929–1935 | Ruffing                       |
| 1935–1945 | Otto Heinrichs                |
| 1946–1956 | Nikolaus Noll                 |
| 1956–1964 | Herbert Recktenwald           |
| 1963–1973 | Heinrich Kohler               |
| 1974–1989 | Alois Kohler                  |
| 1989–1994 | Josef Hoffmann                |
| 1994–2004 | Fritz Berwanger               |
| 2004–2014 | Thomas Thiel                  |

| 1872–1873 | Wilhelm Sondermann    |
| 1873–1901 | Alexander Wittig      |
| 1901–1914 | August Blümer         |
| 1914–1920 | Moritz                |
| 1920–1926 | Johannes Heidinger    |
| 1926–1933 | Jakob Wallacher       |
| 1933–1935 | Baptist Schmitt       |
| 1935–1945 | Johann                |
| 1946–1955 | Franz Becker          |
| 1956–1960 | Johannes Haußler      |
| 1960–1962 | Paul Schommer         |
| 1963–1973 | Johann Blatt          |
| 1974–1994 | Karl Friedrich Kausch |
| 1994–2004 | Norbert Welker        |
| 2004–2014 | Lothar Engelbreth     |

| 1922–1923 | Nicola                   |
| 1923–1945 | Otto Heinrichs           |
| 1946–1947 | Hermann Trittelvitz, SPD |
| 1947–1952 | Theodor Okon             |
| 1952–1963 | Johann Blatt             |

| 1974–1984 | Heinrich Kohler, CDU       |
| 1984–1994 | Friedhelm Pfeifer, CDU     |
| 1994–2004 | Karl Friedrich Kausch, SPD |
| 2004–2019 | Reiner Pirrung, CDU        |
| seit 2019 | Bernd Huf, parteilos       |

Bei der Bürgermeisterwahl am 26. Mai 2019 wurde der parteilose Kandidat Bernd Huf mit 58 Prozent der Stimmen zum neuen Bürgermeister von Spiesen-Elversberg gewählt. Die anderen Kandidaten Heike Morgenthal (SPD) und Thomas Thiel (CDU) konnten 21,1 (Morgenthal) und 20,9 (Thiel) Prozent für sich gewinnen.

### Wappen und Gemeindefarben
Auf Antrag der Gemeinde vom 26. April 1976 an den Innenminister und nach Zustimmung des Landesarchivs vom 18. Mai 1976 erfolgte die Verleihung des neuen Gemeindewappens mit Urkunde vom 31. Mai 1976. Gleichzeitig wurden auch die Farben Rot und Gelb als Gemeindefarben verliehen.
Blasonierung
„In Rot eine goldene Spitze, belegt mit einem gekrönten roten Löwen, der in der rechten Pranke eine schwarze Grubenlampe mit silbernem Glas und roter Flamme hält; die Spitze beiderseits begleitet von je einem durchgehenden goldenen Kreuz. Das Wappen symbolisiert mit der Spitze den Ortsnamen.“
Der rote Löwe im goldenen Feld war das Wappen der ersten Grafen von Saarbrücken, die in und um Spiesen ursprünglich einmal Grundherren waren. Die beiden Klöster Wadgassen und Neumünster, die sich später den Grundbesitz von Spiesen teilten, werden durch die beiden Kreuze symbolisiert.

## Kultur und Sehenswürdigkeiten

### Denkmäler

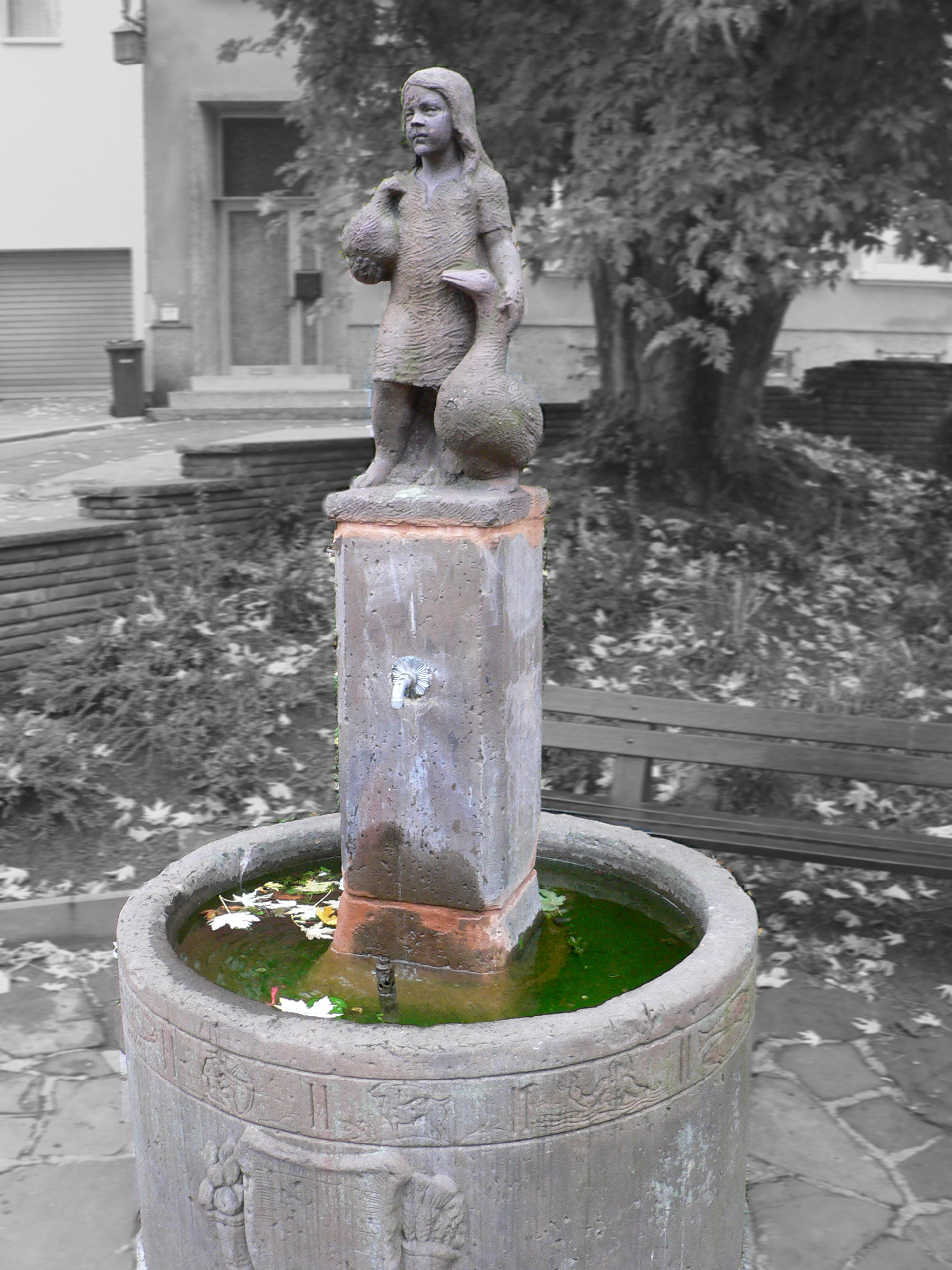
Gänselieselbrunnen (am ursprünglichen Standort)

- Gänselieseldenkmal – 1935 als Brunnen erbaut, stand „das Gänseliesel“ ursprünglich gegenüber der katholischen St.-Ludwig-Kirche. Die Statue wurde versetzt und steht nun als Denkmal 50 Meter weiter östlich auf dem Gänselieselplatz. Die Überbleibsel des Brunnens (Brunnenbecken) sind noch immer an seinem alten Platz zu sehen. Das kleine Standbild gedenkt eines Mädchens, das die Dorfbewohner im Dreißigjährigen Krieg vor dem Hungertod bewahrt haben soll: „Das“ Gänseliesel versteckte die Gänseschar des Dorfes im Wald und rettete sie so vor den durchziehenden plündernden Truppen.
- Galgenbergturm – Der als „Adolf-Hitler-Turm“ gebaute Turm wurde am 8. Juli 1939 eingeweiht.
- Elversberger Kaiserlinde – 1913 gepflanzte Kaiserlinde (2015 entwurzelt und umgestürzt)

### Museen

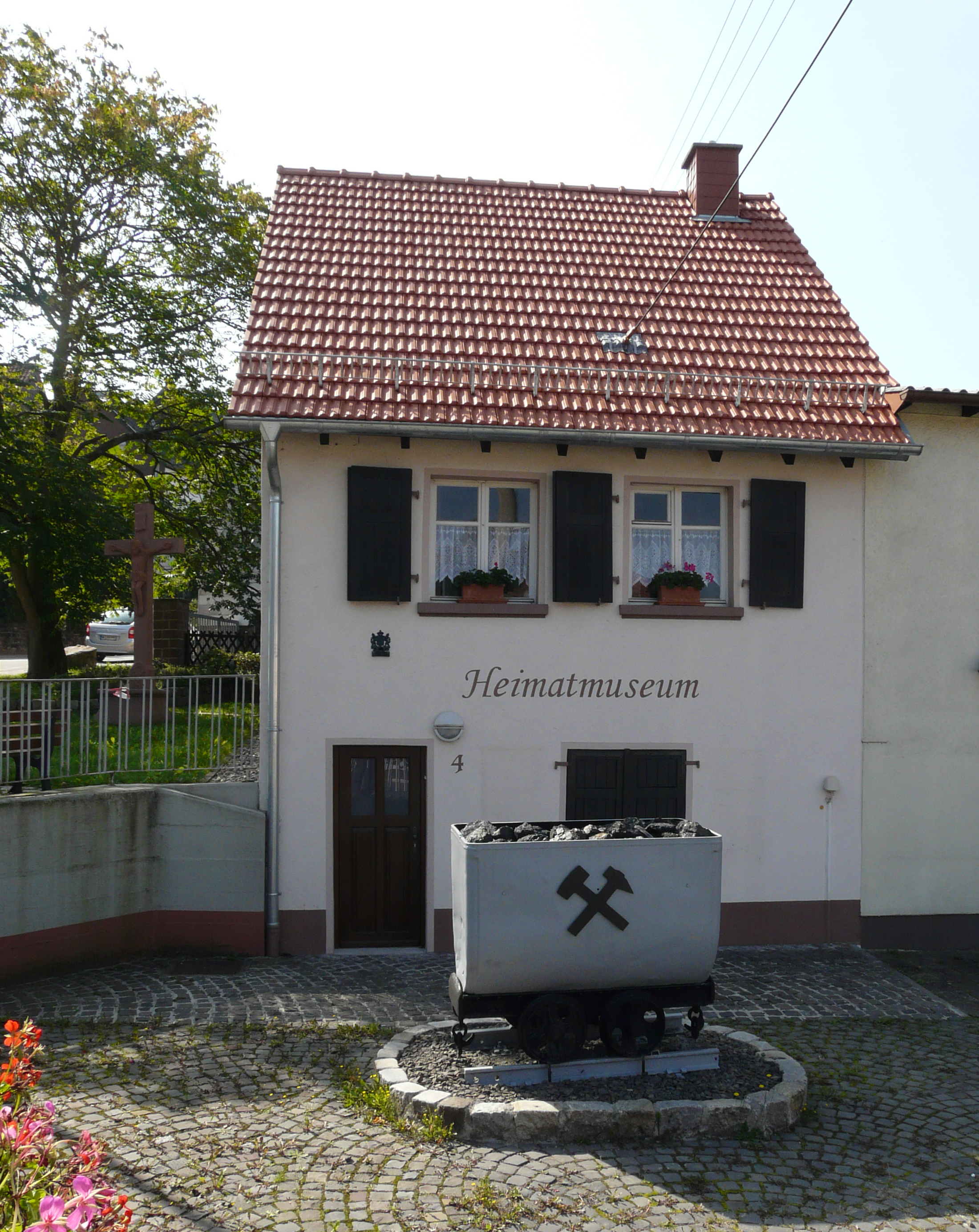
Heimatmuseum Spiesen

- Heimatmuseum Spiesen – Das Heimatmuseum wurde 1998 im ältesten Haus der Gemeinde an der Ecke Hauptstraße/Marktstraße eingerichtet und befindet sich seit 2015 im „Lions Haus“ am Gänselieselplatz.
- Maritimes Heimatmuseum Spiesen – Das Maritime Heimatmuseum befindet sich Ecke Hauptstraße/Marktstraße in den ehemaligen Räumen des allgemeinen Heimatmuseums.
- Heimatstube Elversberg – Die Heimatstube in Elversberg befindet sich in der St. Ingberter Straße, schräg gegenüber der Glück-Auf-Halle.

### Naherholungsgebiete
- Glashütter Weiher
- Kleberbach
- Ruhbachtal

### Veranstaltungsorte
- Festhalle und Glückauf-Halle.
- CFK – Centrum für Freizeit und Kommunikation der Lebenshilfe gGmbH
- Ursapharm-Arena

### Sport
Die Sportvereinigung 07 Elversberg, die in der 2. Fußball-Bundesliga sowie in der Fußball-Regionalliga Südwest der Frauen spielt, trägt ihre Heimspiele im Waldstadion Kaiserlinde (Ursapharm-Arena) aus.
Außerdem spielen in Spiesen der SV Borussia 09 Spiesen (Landesliga Nordost) und in Elversberg die DJK Elversberg.
Der Billardclub 1921 Elversberg spielt in der Bundesliga.
Für den Breiten- und Wettkampfsport gibt es neben Freiluftsportplätzen auch zwei Sporthallen.
2021 bewarb sich die Gemeinde als Host Town für die Gestaltung eines viertägigen Programms für eine internationale Delegation der Special Olympics World Summer Games 2023 in Berlin. 2022 wurde sie als Gastgeberin für Special Olympics Hellas und Special Olympics Republik Kongo ausgewählt. Damit wurde sie Teil des größten kommunalen Inklusionsprojekts in der Geschichte der Bundesrepublik mit mehr als 200 Host Towns.

## Wirtschaft und Infrastruktur

### Verkehr
Spiesen-Elversberg ist durch die Bundesstraße 41 (Saarbrücken–Bad Kreuznach) und die Bundesautobahn 8 an das überregionale Straßennetz angebunden. Die Buslinie 709 der Neunkircher Verkehrs-Gesellschaft verbindet es mit Neunkirchen (Saar). Die Linien der ehemaligen Straßenbahn Saarbrücken (Linie 9 Saarbrücken Neumarkt–Spiesen) und Straßenbahn Neunkirchen (Neunkirchen–Spiesen) gibt es nicht mehr.

### Rundfunkanlagen
Am 13. Dezember 2007 startete im Saarland das digitale terrestrische Fernsehen DVB-T. Der Sender Spiesen, der als Antennenträger einen Ende 2007 auf der „Spieser Höhe“ errichteten freistehenden Stahlfachwerkturm verwendet, ging allerdings erst am 8. Februar 2008 in Betrieb. Im März 2017 erfolgte die Umstellung auf DVB-T2 im Gleichwellenbetrieb (Single Frequency Network).
| Kanal | Frequenz (MHz) | Multiplex              | Programme im Multiplex                                           | ERP (kW) | Sendediagramm rund (ND)/ gerichtet (D) | Polarisation horizontal (H)/ vertikal (V) | Modulations- verfahren | FEC | Guard- intervall | Bitrate (MBit/s) | SFN                                             |
| ----- | -------------- | ---------------------- | ---------------------------------------------------------------- | -------- | -------------------------------------- | ----------------------------------------- | ---------------------- | --- | ---------------- | ---------------- | ----------------------------------------------- |
| 32    | 562            | ARD Digital (SR Mux 1) | - Das Erste HD - phoenix HD - arte HD - SR Fernsehen HD - one HD | 25       | D                                      | V                                         | 64-QAM (32-k-Modus)    | 3/5 | 19/256           | 24,66            | Saarbrücken-Halberg, Göttelborner Höhe, Spiesen |

Seit dem 1. Oktober 2021 wird über den Standort auch der DAB+ Mux des SR ausgestrahlt.
| Block                       | Programme | ERP (in kW) | Antennendiagramm rund (ND)/ gerichtet (D) | Gleichwellennetz (SFN) |
| --------------------------- | --- | ----------- | ----------------------------------------- | --- |
| 9A Saarland 1 (D__00238)    | DAB+ Block des SR - SR 1 (120 kbps) - SR Kultur (120 kbps) - SR 3 Saarlandwelle (120 kbps) - Unserding (120 kbps) - Antenne Saar (96 kbps) - WDR Maus (72 kbps) | 5           | D                                         | Bliestal (Webenheim-Hahnen), Felsberg, Mettlach (St. Gangolf), Moseltal (Oberperl-Hammelsberg), Saarbrücken (Göttelborner Höhe), Saarbrücken (Halberg), Spiesen, Tholey (Schaumberg) |
| 9C Saarland DAB+ (D__00204) | - Antenne Schlager (72 kbps) - bigFM (72 kbps) - Cityradio SB (72 kbps) - Classic Rock Radio (72 kbps) - Oldie Antenne (72 kbps) - Radio Holiday (72 kbps) - Radio Mélodie franz. (72 kbps) - Radio Bollerwagen (72 kbps) - Radio Salü (72 kbps) - Radio Teddy (72 kbps) - RPR1. (72 kbps) - Saarfunk 1 (72 kbps) - Saarfunk 3 (72 kbps) - trigger.fm (72 kbps) | 2           | D                                         | Saarbrücken (Schoksberg), Spiesen |

Eigentümer und Betreiber des Sendeturms ist der Saarländische Rundfunk.
Siehe auch: Liste von Sendeanlagen im Saarland

### Bildungseinrichtungen
Grundschule, Gemeinschaftsschule, Kindergarten, Volkshochschule

## Persönlichkeiten

### Söhne und Töchter der Gemeinde
- Johannes Ries (1887–1945), römisch-katholischer Priester und Widerstandskämpfer gegen den Nationalsozialismus
- Just Dillgardt (1889–1960), Politiker (NSDAP) und Oberbürgermeister von Essen
- Max Kellmayer (1901–1971), geboren in Spiesen, Kaufmann und Politiker
- Leo Gottesleben (1909–1983), Politiker (CDU) und Mitglied des Deutschen Bundestages
- Josef Lutz (1912–1963), Politiker (SPD) und Mitglied des Saarländischen Landtags
- Fritz Schuster (1916–1988), Politiker (DPS, CDU), saarländischer Innenminister und Oberbürgermeister von Saarbrücken
- Horst Claus Recktenwald (1920–1990), Professor für Volkswirtschaft in Nürnberg
- Wilhelm Rammo (1925–2009), Boxer
- Elisabeth Bosslet (1931–2017), Malerin
- Rudolf Malter (1937–1994), Philosoph und Professor in Mainz
- Hans Albert Lauer (1942–2021), geboren in Spiesen, Politiker (SPD), Mitglied des Saarländischen Landtags
- Wolfgang Klein (* 1946 in Spiesen), Linguist
- Klaus Jürgen Herrmann (1947–2016), Historiker, Stadtarchivar von Schwäbisch Gmünd
- Anne-Karin (* 1948 in Elversberg), (eigentlich Anne-Karin Mayer), Schlagersängerin sowie Moderatorin bei Hörfunk und Fernsehen
- Gerhard Bungert (1948–2025), Autor und Moderator beim Hörfunk
- Alfred Louis (1949–2024, geboren in Elversberg), Professor für Angewandte Mathematik in Saarbrücken
- Schorsch Seitz (* 1952 in Elversberg), Musiker (Gesang, Gitarre, Entertainment, Moderation)
- Michael Habermann (* 1955 in Elversberg), Politiker (SPD) und Mitglied des Deutschen Bundestages
- Klaus Roth (* 1963), Politiker (CDU), Bürgermeister von Homburg, Mitglied des Saarländischen Landtages
- Bernhard Pack (1964–1992), Dokumentarfilmer und Höhlentaucher

### Sonstige
- Bernhard Trittelvitz (1878–1969), Arzt und Schriftsteller, lebte in Elversberg
- Ferdinand Selgrad (1927–2022), Maler und Mosaikkünstler, lebt in Spiesen
- Wilfried Dietrich (1933–1992), „der Kran von Schifferstadt“, Ringer, 1953/54 beim AC Spiesen[20], Olympiasieger 1960 und Weltmeister 1961
- Trudi Schmidt (* 1935), Politikerin, lebt in Spiesen
- Frank Farian (1941–2024), Musikproduzent, Komponist und Sänger, lebte in den 1960er Jahren in Elversberg
- Jerzy Klempel (1953–2004), Handballspieler beim TV Spiesen
- Klaus Brabänder (* 1955), Autor, lebt in Spiesen
- Alex Beyrodt (* 1964), Rockmusiker, in Elversberg aufgewachsen
- Jens Schumacher (* 1974), Autor, lebt in Spiesen
- Jürgen Doberstein (* 1989), Profiboxer, lebte von 1998 bis 2014 in Elversberg